# Rodney (Iowa)
Rodney é uma cidade localizada no estado americano de Iowa, no Condado de Monona.

## Demografia
Segundo o censo americano de 2000, a sua população era de 74 habitantes.
Em 2006, foi estimada uma população de 69, um decréscimo de 5 (-6.8%).

## Geografia
De acordo com o United States Census Bureau tem uma área de
0,4 km², dos quais 0,4 km² cobertos por terra e 0,0 km² cobertos por água.

## Localidades na vizinhança
O diagrama seguinte representa as localidades num raio de 16 km ao redor de Rodney.